# Malcika, Plevna
Malcika (în bulgară Малчика) este un sat în comuna Levski, regiunea Plevna,  Bulgaria. 

## Demografie
Componența etnică a satului Malcika
     Bulgari (95,59%)
     Nicio identificare (4,4%)
     Altele (0,49%)
La recensământul din 2011, populația satului Malcika era de 1.407 locuitori. Din punct de vedere etnic, majoritatea locuitorilor (95,59%) erau bulgari. Pentru 4,4% din locuitori nu este cunoscută apartenența etnică.